# 恋するマドリ
『恋するマドリ』（こいするマドリ）は、2007年8月18日公開の日本映画。新垣結衣初主演映画である。インテリアショップFrancfrancの15周年記念作品として制作された。
初めて一人暮らしをする若い女性が、引越しをきっかけにした偶然の出会いから、年上の女性への憧れと隣人の男性への恋に悩む姿を描いたラブストーリーである。
後述のとおり、主演の新垣はこの年、本作の他にも『ワルボロ』や『恋空』にも出演し、数々の賞を受賞している。

## ストーリー
美大生のユイは北品川の借家から中目黒の賃貸マンションへ引っ越す。一緒に暮らしていた姉が「できちゃった結婚」をして出て行ったためである。
プロレスラーたちの引越し屋「ヘラクレス運輸」による運搬も終わり、ユイはマンションの住人たちに引越し蕎麦を配るが、隣の老女・野田が受け取ってくれた他は断られてしまう。上の部屋に住む男・タカシもその一人だった。
ある日、前の家に忘れ物をしたことに気付いたユイは、取りに行った際に家の新しい住人・アツコと出会い親しくなり、かつて彼女が入賞した椅子デザインコンテストへのアドバイスを受けるためもあって、しばしば彼女の元を訪れるようになる。アツコは一級建築士で、インドへの留学を控えていた。
大学の授業で木の市を訪れたユイは、偶然タカシに出会いなぜか動揺する。さらにアルバイト先の環境省の研究室を訪れると、そこには増えすぎた針葉樹の色素からELを抽出する研究者として働くタカシがいた。助手として一緒に働くうち、無愛想だが一途に樹木の事や研究を語るタカシに、ユイは惹かれ始める。しかしユイは自分の部屋の前の住人がアツコであり、タカシの恋人であったが、突然失踪同然に彼の前から姿を消してしまったと知る。
ユイはタカシに対するアツコの微妙な感情を知り、二人を再会させようと考えるが、なかなか言い出せない。
研究発表会場で、ユイは誤って発光装置のELを壊してしまう。予備の緑のELをアツコが持っている事を知ったユイは北品川の家へ向かい、渡すように迫る。緑のELは手に入ったが、それは同時にユイがタカシとアツコの共通の知人であり、二人の関係を知っていると双方に気付かれることであった。無事発表を終えた二人がアツコの家に向かうと、アツコは見知らぬ男性・アキラと共におり、タカシは黙ってその場を離れてしまう。アツコが新しい恋をして自分から離れたと思ったタカシは、ユイの前で激昂する姿を見せる。
タカシと連絡がつかなくなり、ユイは複雑にもつれた三人の思いを嘆く。だが、ユイはアツコとアキラとの関係を誤解していたことを知る。
アツコの出発の日、ユイは部屋に戻ってきたタカシに空港へ見送りに行くよう説得するが、タカシは行こうとしない。業を煮やして一人で空港へ向かったユイは、ヘラクレス運輸やアキラの協力で急いで向かうが、アツコの乗る飛行機は離陸寸前だった。ユイは空港のデッキで、人目も憚らずタカシとアツコへの思いを叫ぶ。その前で、搭乗を遅らせていたアツコはタカシと再会する。
夕陽の中、ユイたちは幸福をもたらすという緑の光線を見る。
アツコが旅立った後の冬、ユイは恋人たちをイメージした椅子を完成させる。春が訪れ、ユイは再びヘラクレス運輸と共に引越しのトラックに乗る。「私も、ニッコリするんだ」と心に誓いながら、目黒川の満開の桜とタカシの笑顔に見送られて、ユイは新しい街へと旅立つ。

## キャスト
- ユイ（青木結）：新垣結衣
- タカシ（大野隆）：松田龍平
- アツコ（順田温子）：菊地凛子
- サタン護国寺：中西学（新日本プロレス）
- 田中室長：ピエール瀧
- サチ：廣田朋菜
- ギャル：マリエ
- ヘラクレス運輸作業員：関本大介（大日本プロレス）
- ヘラクレス運輸作業員：アブドーラ小林（大日本プロレス）
- ヘラクレス運輸作業員：マンモス佐々木（プロレスリングFREEDOMS）
- レフリー：KABA.ちゃん
- 野田きつこ：内海桂子
- マイ（ユイの姉）：江口のりこ
- 篠原ノリオ（マイの夫）：矢部太郎（カラテカ）
- アキラ：世良公則
- 有福正志、中村純子、十貫寺梅軒、佐野元哉、森永徹　ほか

## スタッフ
- 監督・脚本：大九明子
- 原案：筧昌也
- 企画：見城徹、次原悦子
- 製作総指揮：高島郁夫[2]
- プロデュース：松田広子、押田興将
- 音楽：スネオヘアー
- 主題歌：新垣結衣「メモリーズ」（ワーナーミュージック・ジャパン）
- 挿入歌：スネオヘアー「伝えてよ」（エピックレコードジャパン）
- 撮影：山崎裕
- 編集：今井剛
- アクションコーディネーター：齋藤應典
- アニメーション原画：河村ふうこ
- VFXプロデューサー：岡部淳也
- VFX・アニメーション：ビルドアップ
- 現像：IMAGICA
- スタジオ：日活撮影所
- 宣伝：サニーサイドアップ、ファントム・フィルム
- 製作者：上原宏之、百鬼弘、佐々木史朗、川城和実、亀山慶二、館野晴彦、山田健太郎、本間憲
- 製作：「恋するマドリ」製作委員会（BALS、オフィス・シロウズ、バンダイビジュアル、テレビ朝日、サニーサイドアップ、レプロエンタテインメント）

## DVDリリース・関連作品

### 映画DVD
恋するマドリ プレミアム・エディション
2008年1月25日発売、2枚組(本編ディスク＋特典ディスク)
「恋するマドリ」スペシャル・フォトブック（オールカラー36ページ）付き。
恋するマドリ（通常版）
発売日同上。本編ディスクのみ。映像特典一部有り。

### 関連作品
恋するマドリ Photo Story Book
著者：大九明子 発売元：プチグラパブリッシング、2007年8月20日発売、ISBN 9784903267623
映画のストーリーを大九が書き下ろしたノベライズとスチル写真、河村ふうこのイラストで構成された単行本。
DVD にっこり新垣結衣 in 恋するマドリ (2007年7月19日発売)
映画メイキングを含めた新垣のイメージDVD。
にっこり 新垣結衣 In 恋するマドリ
発行：幻冬舎、2007年07月30日発売、ISBN 9784344013551
映画公開に合わせて発売された新垣の写真集。
恋するマドリ もうひとつの物語たち
著者：村上桃子 発行：泰文堂、2007年8月7日発売、ISBN 9784803001235
映画のモチーフと同じく、若い女性の「引越し」と「恋愛」をテーマとした短編小説集。映画のストーリーとのリンクは無い。

## 受賞
- 第29回ヨコハマ映画祭 最優秀新人賞（2008年） - 新垣結衣（『恋するマドリ』『ワルボロ』『恋空』）[3]
- 第50回ブルーリボン賞 新人賞 – 新垣結衣（『恋するマドリ』『ワルボロ』『恋空』）
- 2008年エランドール賞新人賞 - 新垣結衣（『恋するマドリ』『ワルボロ』『恋空』『パパとムスメの7日間』）

## 逸話
- 本作には、大日本プロレスが副業として経営している引越会社「レスラーズ運輸」が重要なヒントとして出て来る。また、プロレスシーンでも、大日本プロレスが全面協力している。